# 三橋加奈子
三橋 加奈子（日语：／ Mitsuhashi Kanako， 1978年1月10日—）是神奈川縣橫濱市保土谷區出身的日本女性聲優。現在是自由契約（2008年1月－）。前夫是同樣身為聲優的遊佐浩二。

## 經歷・人物
- 畢業於橫濱市立帷子小學和橫濱市立宮田中學。與模特兒岩堀芹和藝人三崎千香是中學時候的同學。
- 18歲時出道。出道作為《烏龍派出所》的小野小町（只有第一話。從第二話開始，在動畫中負責配音的角色是清正奈緒子）。
- 以為《HUNTER×HUNTER》的奇犽・揍敵客配音而有名，但是也有為像是《GUNSLINGER GIRL》的黎各、纖細的少女角色配音。
- 當三橋加奈子被問到「20歲時的回憶是什麼？」的時候，她的回答是「在短大的畢業典禮上，穿著袴」。
- 三個兄弟姐妹中的長女。

## 演出作品

### 電視動畫
- GUNSLINGER GIRL（黎各）
- GANTZ 〜the first stage〜（岸本詩織）
- Get Ride! AM Driver（克蕾雅・歐基爾薇）
- 嘓嘓鐘樂（絲、魚）
- 您知道!月光假面君（星川綺羅羅）
- 烏龍派出所（清正奈緒子）
- 死神的歌謠（藤浦番茄）
- 魔女的考驗（三村潤、蘿賽、蜜糖）
- 人造昆蟲KABUTOBORG V×V（松岡勝治）
- 涼風（朝比奈涼風）
- Star Ocean EX（雷昂・D・S・蓋斯特）
- 絕對少年（深山美紀）
- 逮捕令 Full Throttle（署員）
- 網球王子（田中浩平、貴子）
- 貓狐警探（格雷・珊曼莎、妖精、火之玉、女）
- 機甲發明小子（牛奶）
  - 新機甲發明小子（牛奶）
- HUNTER×HUNTER（奇犽・揍敵客）
- 幻影死神（佐藤理惠）
- 完美小姐進化論（理想的女友）
- 光劍星傳EX（雷恩D・S・基士迪）

2017年
- 風夏（秋月涼風）

### OVA
- 海底嬌娃藍華（藍V、粉紅（薇薇安）、黑（冴））
- HUNTER×HUNTER ORIGINAL VIDEO ANIMATION（奇犽・揍敵客）
- HUNTER×HUNTER GREED ISLAND（奇犽・揍敵客）
- HUNTER×HUNTER G・I Final（奇犽・揍敵客）

### 劇場版動畫
- 烏龍派出所 THE MOVIE（清正奈緒子）
- 孤獨之城的優娜（優娜）

### 遊戲
- Star Sweep（禮奧）
- Brigandine ～Grand Edition～（玫麗歐托、優菈）
- 未來少年柯南（拉娜）※PS2版

### 舞台
- 音樂劇 HUNTER×HUNTER（奇犽・揍敵客）
- 音樂劇 HUNTER×HUNTER「deja-vu in Summer」（奇犽・揍敵客）
- 音樂劇 HUNTER×HUNTER「the nightmare of ZAOLDYECK」（奇犽・揍敵客）

### 廣播節目
- Saturday HOT Request（NHK-FM：2000年4月1日－2001年3月3日）
- HUNTER×HUNTER R（Radio大阪：2000年4月－2005年3月。《HUNTER×HUNTER》的廣播節目。與為主角小傑配音的竹內順子一起擔任電台主播。）

### 其他
- GyaO Jockey 松MOTTO梨香的60分鐘劇場（主持人）
- 昭和筆記 Japonica學習簿CM（波波公主）